# Nothobranchius fasciatus
Nothobranchius fasciatus – gatunek ryby z rzędu karpieńcokształtnych. Występuje w Somalii. Osiąga rozmiary do 7 cm długości.